# Cleonymia warionis
Cleonymia warionis là một loài bướm đêm thuộc họ Noctuidae. Nó được tìm thấy ở localities ở Algérie, Maroc, Libya và Israel.
Con trưởng thành bay từ tháng 1 đến tháng 3. Có một lứa một năm.